# 연희궁 묘터
연희궁 묘터는 서울특별시 서대문구 연희동, 과거 한성부 연희면 일대에 있었던 연희궁터와 서울 안산(鞍山) 주변으로, 연희궁 주변과 안산 일대에 왕족의 묘역이 조성되었다. 연희궁 궁내에는 신숙공주와 영빈이씨의 묘소가, 궁밖에는 효장세자, 상계군, 익평군 등의 묘소가 조성되었다. 그러나 신숙공주묘, 상계군묘, 익평군묘 등 실전된 몇몇 무덤을 제외하고는 6.25 전쟁 이전에 대부분 다른 곳으로 이장되었다. 2010년 무렵에는 서오릉으로 이전한 선희궁 영빈이씨의 첫 무덤의 비석과 석물들만이 남아 있다.

## 개괄
조선 성종 때 장녀 신숙공주(愼淑公主)의 묘를 이곳에 두었다. 이때부터 왕족들의 묘소가 연희궁 주변과 안산 일대에 조성되었다. 그러나 신숙공주의 묘소는 실전되었다. 연산군 때에는 연희장(演戱場)으로 사용하다가 폐쇄되었으며 영조 때는 후궁인 영빈이씨(暎嬪李氏)의 묘를 안장하였는데 영빈이씨는 사도세자의 어머니로서 그의 묘를 수경원(綬慶園)이라 불렀으나 묘는 서오릉(西五陵)으로 이장되고 지금은 정자각(丁字閣)과 비각(碑閣)만이 남아 있다.
연희궁 묘역 중 북아현동 방향에는 일찍 죽은 영조의 첫째 아들인 효장세자의 묘가 있었으나 뒤에 경기도 파주로 이장하였다. 효장세자의 이복동생인 사도세자가 비운의 죽음을 맞이하자, 영조의 명으로 사도세자의 아들인 정조를 효장세자의 양아들로 삼았기 때문에 효장세자는 추존왕(진종)이 되어 파주삼릉 중의 하나인 영릉으로 이장하였으며, 이 마을에 능이 있었다고 능안리라 불렀다. 당시 경기도 파주군 조리면에 있던 능안리와는 별개로 한성부 연희면 북아현리를 효장세자의 묘소가 있었다 하여 능안리로 불렀다. 효장세자의 묘는 파주시 조리읍 봉일천리 공릉, 순릉 근처로 옮겨져 영릉이라 하고, 공순영릉으로도 부른다.
그밖에 왕실의 법당도 연희궁 묘역 근처에 존재하여, 숭유억불정책을 실시했는데도 조선의 군주와 왕족들은 연희궁 근처로 와서 법회와 천도재를 올리기도 했다.
은언군 이인의 장남 상계군 이담의 묘소도 이곳에 조성되었으며, 1863년 10월 상계군 이담의 양자인 익평군 이희의 묘소도 이 곳에 조성되었다. 그러나 상계군 내외와 익평군의 묘소는 모두 실전되었다.
근처인 안산의 동쪽 자락에는 중국의 사신들을 영접하는 모화관과 그 입구의 영은문(迎恩門), 모화관에 딸린 연못인 서지(西池)가 있었다

## 같이 보기
- 연희궁
- 연희궁터
- 애오개
- 영은문
- 모화관
- 독립문